# کام-کلیوچ
کام-کلیوچ (انگلیسی: Kam-Klyuch) یک شهرک در شهرستان بورایفسکی باشقیرستان کشور روسیه است.